# Racopilum leptocarpum
Racopilum leptocarpum är en bladmossart som beskrevs av Wilson in J. D. Hooker 1854. Racopilum leptocarpum ingår i släktet Racopilum och familjen Racopilaceae. Inga underarter finns listade i Catalogue of Life.